# Súper sangre joven
Súper sangre joven es el álbum de estudio debut del rapero argentino Duki. Fue lanzado y distribuido el 1 de noviembre de 2019 a través de los sellos discográficos independientes SSJ Records y DALE PLAY Records. Producido enteramente por el colectivo de productores NEUEN, también cuenta con producciones de Asan, Sky Rompiendo y Taxi Dee. El álbum tiene las colaboraciones de C. Tangana, Khea, LeeBrian, Alemán, Ysy A, Marcianos Crew, Lucho SSJ, Sfera Ebbasta y Eladio Carrión.
Originalmente llamado Atmósfera, el álbum tuvo varias fechas de lanzamiento que acabaron pospuestas, y fue grabado casi enteramente durante giras entre 2018 y 2019. Incluye géneros como trap, reguetón, salsa, tango y R&B, y tuvo críticas mixtas. Vendió 20 mil copias digitales, siendo certificado platino en Argentina por la CAPIF. Como sencillos fueron lanzados «Te traje flores», «A punta de espada» (con Ysy A), «Hitboy» (con Khea) y «Goteo», con estos dos últimos alcanzando las posiciones 22 y 10 de la lista de éxitos Argentina Hot 100 de Billboard, respectivamente. Además, «Goteo» ganaría una nominación a los Premios Grammy Latinos 2020 por mejor canción trap/hip-hop.

## Contexto y composición
En enero del 2018, Duki publicó a través de su cuenta de Twitter que su álbum debut sería lanzado en febrero de ese mismo año, bajo el nombre de Atmósfera. Sin embargo, luego de un retraso incomunicado, el 30 de julio de ese año, en una entrevista para la revista Rolling Stone de Argentina, anunció que finalmente el disco acabaría saliendo para el 2019.
El 16 de marzo de 2019, Duki lanzó «Vapormax» como primer adelanto del disco, que finalmente no acabaría siendo parte del álbum final. Uno de los productores del disco, Oniria, del colectivo NEUEN, anunció que el álbum sería lanzado a mitad de año. En mayo, en un vivo de Instagram, Duki mostró una parte de Goteo y anunció la fecha final de salida del álbum para octubre, bajo el nombre de Súper Sangre Joven. El 5 de junio, se lanzó el primer sencillo del álbum, «Hitboy», junto a Khea y producido por Asan. El 7 de agosto, se lanzó el segundo adelanto, «Goteo», también producido por Asan, que alcanzó el puesto 10 de la lista Argentina Hot 100 de Billboard. Duki mencionaría más tarde que Goteo fue compuesto y producido en solo 10 minutos. El tercer sencillo «A Punta de Espada», con Ysy A, fue lanzado el 17 de octubre de 2019, y el cuarto sencillo, «Te Traje Flores», fue lanzado el 31 de octubre de 2019. Finalmente, el álbum volvería a tener otra fecha pospuesta sin anuncio previo, y el álbum acabaría lanzandose el 1 de noviembre.

## Contenido y recepción
En Súper Sangre Joven, Duki habla sobre las drogas, el sexo, el amor y el éxito que está teniendo en su carrera, e incursiona en varios géneros además del trap, del cual está basado enteramente el disco, como salsa en "A Punta de Espada, tango en "Perdón", y dancehall en "It's a Vibe". Su recepción fue mixta, con algunos críticos admirando la versatilidad de Duki, pero otros criticando la composición pobre del disco.

## Listado de canciones
Todas las canciones fueron escritas por Duki.
| Lista de canciones de Súper sangre joven |                                                                     |                      |          |  |
| N.º                                      | Título                                                              | Productor(es)        | Duración |  |
| 1.                                       | «Te traje flores»                                                   | NEUEN                | 2:13     |  |
| 2.                                       | «It's a Vibe» (con C. Tangana y Khea featuring LeeBrian)            | Sky                  | 3:41     |  |
| 3.                                       | «Hitboy» (con Khea)                                                 | Asan                 | 2:59     |  |
| 4.                                       | «Señorita»                                                          | NEUEN                | 2:42     |  |
| 5.                                       | «Me gusta lo simple» (con Alemán)                                   | NEUEN y Fntxy        | 3:17     |  |
| 6.                                       | «Perdón»                                                            | NEUEN y El Sidechain | 3:39     |  |
| 7.                                       | «A punta de espada» (con Ysy A)                                     | NEUEN                | 3:23     |  |
| 8.                                       | «La jefatura» (con Marcianos Crew y Lucho SSJ)                      | NEUEN                | 3:32     |  |
| 9.                                       | «One Million Dolar Baby» (featuring Sfera Ebbasta y Eladio Carrión) | NEUEN                | 4:41     |  |
| 10.                                      | «Goteo»                                                             | Asan                 | 2:45     |  |

## Personal
Créditos adaptados de AllMusic.
| Artista principal - Duki – voces principales Artistas invitados - C. Tangana – voz (pista 2) - Khea – voz (pista 2 y 3) - LeeBrian – voz (pista 2) - Alemán – voz (pista 5) - Ysy A – voz (pista 7) - Marcianos Crew – voz (pista 8) - Lucho SSJ – voz (pista 8) - Sfera Ebbasta – voz (pista 9) - Eladio Carrión – voz (pista 9) | Personal adicional - NEUEN (Oniria, Yesan, Feria Flame) – productor (pista 1, 4–9) - Sky – productor (pista 2) - Asan – productor (pista 3 y 10) - Fntxy – productor (pista 5) - El Sidechain – mezcla, productor en pista 6 |

## Posicionamiento en listas
| Lista (2019)        | Mejor posición |
| ------------------- | -------------- |
| España (PROMUSICAE) | 12             |

## Certificaciones
| País      | Organismo certificador | Certificación | Ventas certificadas | Ref.   |
| --------- | ---------------------- | ------------- | ------------------- | ------ |
| Argentina | CAPIF                  | Platino       | 20 000              | [ 24 ] |